# Sting (wrestler)
Steven James Borden, meglio conosciuto con il ring name Sting (Omaha, 20 marzo 1959), è un ex wrestler statunitense.
È principalmente ricordato per la sua lunga militanza nella World Championship Wrestling, federazione in cui ha combattuto ininterrottamente dal 1987 al 2001, tanto da diventarne il wrestler principale all'inizio degli anni novanta; è noto anche per i suoi trascorsi tra il 2002 ed il 2014 nella Total Nonstop Action Wrestling, in WWE tra il 2014 e il 2015 e nella All Elite Wrestling tra il 2020 e il 2024.
Borden è un dodici volte campione del mondo, avendo vinto sei volte il WCW World Heavyweight Championship, quattro volte il TNA World Heavyweight Championship e due volte l'NWA World Heavyweight Championship; ha inoltre detenuto due volte il WCW United States Championship, tre volte il WCW World Tag Team Championship (una volta ciascuno con The Giant, Lex Luger e Kevin Nash), una volta il TNA World Tag Team Championship con Kurt Angle e una volta l'AEW World Tag Team Championship con Darby Allin.

## Carriera

### Gli esordi

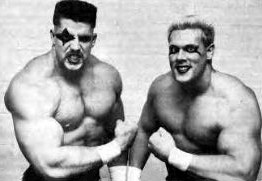
I Blade Runners (1986)

Negli anni ottanta, Borden era un appassionato di culturismo e viveva a Venice Beach. A quei tempi, alcuni road agent delle varie federazioni di wrestling cercavano qualcuno dal fisico possente e allo stesso tempo atletico da introdurre nei loro programmi: il caso volle che uno di questi agenti scegliesse proprio lui, il quale cominciò ad allenarsi per diventare un wrestler professionista e ben presto arrivò a competere nella CWA, prima, e nella Universal Wrestling Federation, poi, col nome di Flash Borden in coppia con Jim Hellwig (in seguito noto come Ultimate Warrior), all'epoca conosciuto con il ring name Jim "Justice" Hellwig formando assieme ed altri wrestler reclutati da Red Bastien e Rick Bassman, il Power Team USA. In seguito allo scioglimento del team, lui ed Hellwig, formeranno i Freedom Fighters con cui chiuderanno l'esperienza in CWA.
Nel 1986, a seguito del passaggio in UWF, formarono un tag team noto come The Blade Runners. Borden cambiò il suo nome inizialmente da Flash a Sting, mentre Hellwig diventò Rock. I Blade Runners lottarono in pianta stabile nella UWF fino alla metà del 1986, anno in cui Hellwig lasciò la federazione.
Lasciato senza un partner, Borden si unì alla stable Hotstuff e Hyatt International, guidata da Eddie Gilbert e Missy Hyatt. Qui ottiene i suoi primi successi in coppia con Eddie Gilbert, prima, e Rick Steiner poi, ovvero l'UWF Tag Team Championship. Messosi in mostra per le sue doti sul ring arriva a contendere il TV Tile ad Eddie Gilbert il suo ex tag team partner.
Molti addetti ai lavori, tra cui lo stesso Gilbert, il nuovo booker Dusty Rhodes e il nuovo proprietario della federazione Jim Crockett Jr. elogiavano le sue capacità sul ring prospettando un futuro roseo per l'atleta.

### World Championship Wrestling (1987–2001)

#### Prime faide (1987–1988)

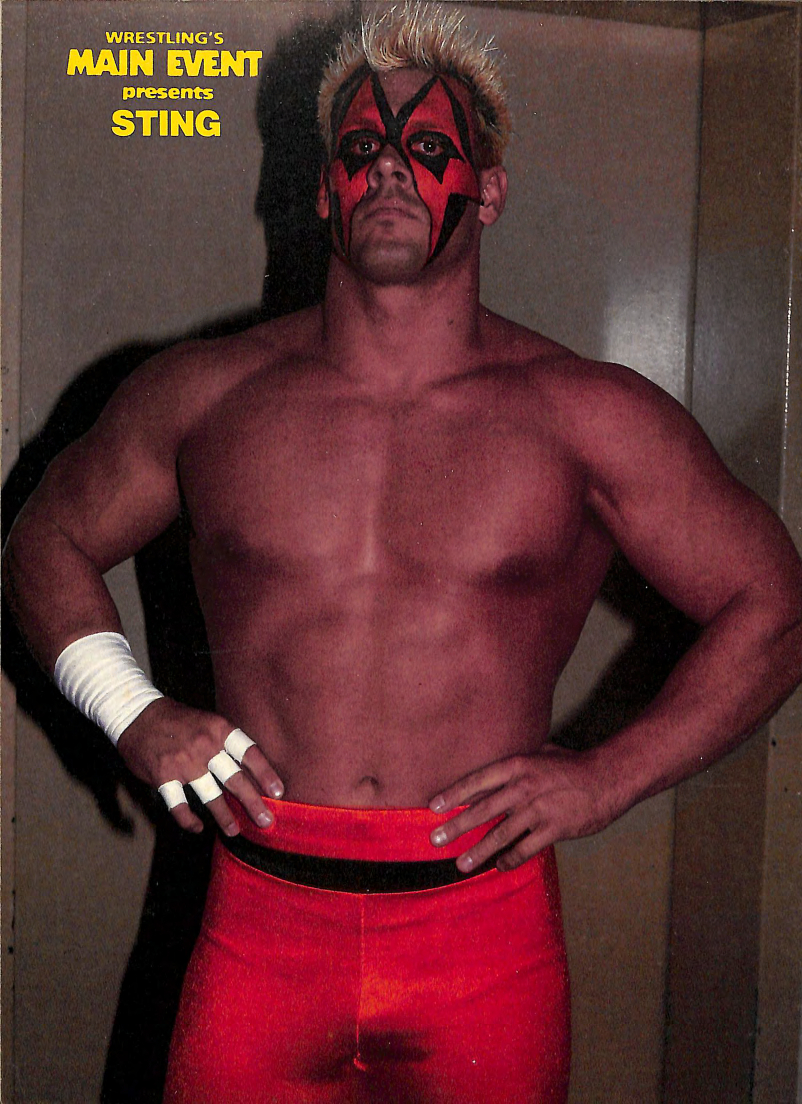
Sting nel 1988

Sting arriva a combattere nella National Wrestling Alliance nel mese di luglio. Debutta in ppv a Starrcade '87 dove lotta in un Six-Man Tag Team match tra il team formato da lui, Michael P.S. Hayes e Jimmy Garvin contro Eddie Gilbert, Rick Steiner e Larry Zbyszko e conclusosi con un pareggio nel tempo limite di 15 minuti prestabiliti.
Proprio perché erano in molti che volevano fare di lui una stella, Sting è uno dei pochi membri del roster UWF ad aver ricevuto un grande push in NWA. La prima occasione arriva nel 1988 in virtù del primo Clash of the Champions e qui decide di sfidare Ric Flair, il campione in carica dell'NWA World Heavyweight Championship e sfida si chiude dopo il raggiungimento del tempo limite di 45 minuti. Sting affronta poi il Nature Boy in altre occasioni titolate ma non riprese dalle telecamere e senza riuscire mai a strappare il titolo al rivale. In poco tempo Sting divenne uno dei beniamini del pubblico e tanto che nel 1989 fu insignito dalla rivista Pro Wrestling Illustrated del riconoscimento di wrestler dal miglior rendimento (Most Improved) e sempre nel medesimo anno, combatte per la All Japan Pro Wrestling ottenendo un'importante vittoria contro Dan Spivey.

#### Ascesa al vertice (1988–1990)
Il 31 marzo conquista il primo titolo NWA World Television Championship, sconfiggendo Mike Rotunda. 

Seguirono poi molteplici difese del titolo fino all'arrivo di Great Muta ed al PPV The Great American Bash (1989) va in scena uno dei match più controversi nella storia della NWA dove Sting vince per schienamento con normale conto di tre ma un replay mostra la spalla del giapponese alzarsi al due. I dirigenti della NWA allora decidono di non decretare nessun vincitore e rendere addirittura il titolo vacante.
I due si affrontano molte volte per il medesimo vacante titolo ma i loro match finiscono sempre per squalifica e l'acuto finale della faida però è di Great Muta che in un live event di settembre batte Sting in un No disqualification match e vince il titolo.
A The Great American Bash (1989), Ric Flair difese l'NWA World Heavyweight Championship contro Terry Funk, che era membro della J-Tex Corporation, capitanata da Gary Hart. Dopo la vittoria Flair venne assalito da The Great Muta e Sting accorse in aiuto di Flair per unire le proprie forze in una lunga faida contro Muta e Funk e che culminò in un Thunderdome Cage match che Flair e Sting vinsero a Halloween Havoc '89.
L'alleanza tra Flair e Sting portò al riformarsi dei Four Horsemen diventati adesso una stable face che comprendeva Flair, Sting, Arn e Ole Anderson. Sting terminò l'anno vincendo un torneo Iron Man a Starrcade '89 ed in cui nella finale sconfisse proprio Flair, accumulando così il punteggio necessario per vincere il torneo e che lo rese il Number One Contender al titolo di Flair, facendo crescere la tensione all'interno dei Four Horsemen.

#### Faida con i Four Horsemen (1990–1991)
Il 6 febbraio 1990 Sting venne estromesso dagli Horsemen dopo aver rifiutato di rinunciare al suo match per il titolo contro Flair e venne quindi attaccato dal resto del gruppo e nella serata stessa subì un grave infortunio ad un ginocchio che costrinse la dirigenza della World Championship Wrestling (la compagnia predominante nel consorzio NWA), a trovare un nuovo sfidante da opporre a Flair per l'imminente PPV WrestleWar. Venne così scelto Lex Luger, un amico di lunga data dello stesso Sting e durante il match tra Flair e Luger, Sting, che era a bordo ring per assistere Luger, venne assalito da Ole Anderson. Lex Luger scese dal ring per correre in aiuto dell'amico, ma perse l'incontro e l'opportunità di vincere il titolo.
Il 7 luglio 1990 Sting sconfisse Ric Flair e fece suo per la prima volta il titolo NWA World Heavyweight Championship, fu la consacrazione definitiva. Gli avversari successivi furono ancora Flair e Sid Vicious e questi sembrò anche sconfiggere Sting in un title match a Halloween Havoc 1990, ma lo Sting schienato da Vicious si rivelò essere un impostore impersonato dall'Horseman Barry Windham. Il vero Sting apparve poco dopo sconfiggendo Vicious quando il match fu fatto ricominciare. 

Durante il regno da campione di Sting, un lottatore mascherato conosciuto con il nome The Black Scorpion lo provocò ed attaccò in svariate occasioni e la faida tra i due si risolse a Starrcade: Collision Course in un Cage match che terminò con la vittoria di Sting che, smascherando The Scorpion, rivelò che questi era Flair travestito.
Sting perse il titolo mondiale l'11 gennaio 1991, quando Flair lo sconfisse durante un rematch a Starrcade e nello stesso mese, la WCW si separò dalla National Wrestling Alliance, creando un proprio titolo mondiale (il WCW World Heavyweight Championship) ed un proprio titolo (il WCW World Tag Team Championship) per la categoria dei tag team.
Nell'agosto 1991 Sting sconfisse "Stunning" Steve Austin vincendo un torneo per aggiudicarsi il vacante titolo WCW United States Championship. Sting detenne il titolo per 86 giorni prima di perdere la cintura contro Rick Rude a Clash of the Champions XVII.

#### Volto della WCW (1991–1996)

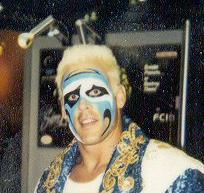
Sting con la pittura facciale da surfista nel 1993

Alla fine del 1991, Sting si imbarcò in un'altra importante faida con la Dangerous Alliance, una stable heel guidata dal manager Paul E. Dangerously e nello stesso tempo si dovette scontrare con il suo ex alleato ed amico Lex Luger che lo aveva tradito diventando un "cattivo"e vincendo nel frattempo anche il titolo mondiale WCW e che ora vedeva Sting come una minaccia al suo regno di campione.
Sting si scontrò varie volte con i membri della Dangerous Alliance e specialmente con Rick Rude che era il wrestler più importante del gruppo e fu durante questa faida che Sting vinse il primo dei suoi sei titoli WCW World Heavyweight Championship, sconfiggendo Luger il 29 febbraio 1992 a SuperBrawl II. La faida terminò quando Sting formò lo "Sting's Squadron", una stable face in cui i componenti erano Ricky Steamboat, Dustin Rhodes, Windham e Nikita Koloff, stable con cui sconfisse l'Alliance (Rude, Austin, Arn Anderson, Zbyszko e Bobby Eaton) durante un WarGames match a WrestleWar 1992.
Verso la fine della faida con la Dangerous Alliance vennero gettate le basi di uno delle faide più celebri della prima fase di carriera di Sting. Sting difese il titolo WCW il 12 aprile 1992 contro Big Van Vader e durante il match Vader infortunò realmente Sting, rompendogli tre costole ed incrinandogli lo sterno. Sting fu ricoverato in ospedale per lungo tempo ma difese ugualmente la cintura il 12 luglio contro Vader a The Great American Bash (1992) perdendo match e titolo.
Dopo aver sconfitto Cactus Jack in un Falls Count Anywhere match a Beach Blast 1992 ed il neo arrivato in WCW Jake Roberts in un discusso Coal Miner's Glove match ad Halloween Havoc '92, Sting si prese la rivincita su Vader sconfiggendolo a Starrcade '92.
Vader, però, nel frattempo aveva perso il titolo in favore di Ron Simmons in agosto (Simmons aveva preso il posto di Sting durante un match per il titolo contro Vader, a cui egli non aveva potuto partecipare a causa di un infortunio provocatogli da un attacco a tradimento da parte di Jake "The Snake" Roberts la sera stessa dell'incontro).
La rivalità tra Sting e Vader proseguì anche nel 1993, con Vader, ridiventato campione WCW, che sconfisse Sting durante un sanguinoso Strap match a SuperBrawl III. Sting si vendicò strappando il titolo a Vader l'11 luglio a Londra ma lo riperse solo sei giorni dopo sempre contro Vader in un match svoltosi a Dublino. Quindi Sting si alleò con Davey Boy Smith per sconfiggere la squadra formata da Vader e Vicious a Beach Blast '93 ed alla fine del 1993, Sting fu una delle prime persone a congratularsi con Flair, da poco ritornato dall'esperienza nella World Wrestling Federation dopo che questi aveva vinto il titolo mondiale WCW sconfiggendo Vader a Starrcade '93
Sting si scontrò ancora con gli arcinemici Vader e Rick Rude per tutta la prima parte del 1994 e vinse il titolo WCW International World Heavyweight Championship sconfiggendo Rude in aprile. Rude riconquistò la cintura il 1º maggio in Giappone ma il verdetto fu capovolto in favore di Sting quando fu appurato che durante l'incontro Rude aveva slealmente colpito Sting con la cintura (in realtà questa fu la motivazione data al pubblico per l'improvviso ritiro di Rude, che si infortunò gravemente alla schiena e dovette concludere la sua carriera come lottatore). Sting rifiutò di riprendere la cintura riassegnatagli d'ufficio e invece sconfisse Vader per il vacante WCW International World Heavyweight Championship a Slamboree 1994. Poco dopo, Flair ritornò un heel e sconfisse Sting in un match di unificazione dei titoli svoltosi a Clash of the Champions XXVII.

#### Cambio di gimmick:The Crow(1997–2001)

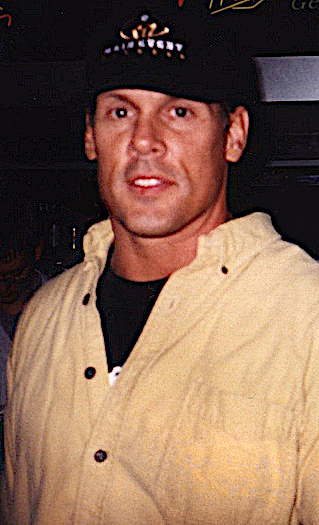
Sting senza la classica pittura facciale nel 1998

Il 1996 vide la nascita del New World Order, capitanato da Hollywood Hogan, Scott Hall e Kevin Nash che invase e monopolizzò gran parte della WCW. Questi, consci dell'importanza di Sting per la federazione, lo invitarono a più riprese ad unirsi a loro ricevendo sempre risposte negative.
Per ovviare a questa situazione l'nWo introdusse nelle sue file un wrestler vestito e truccato proprio come lui (interpretato da Jeff Farmer) il quale attaccò gli alleati del vero Sting e a causa di questo, proprio alla vigilia dei War Games i suoi compagni non si fidarono più di Borden. Partecipò ugualmente al match dimostrando di essere il vero Sting e lottando contro l'impostore davanti agli occhi dei compagni increduli. Tutto risultò più chiaro ma non per lui che si sentì profondamente offeso e, durante un promo post match, ringraziò i pochi fan che restarono dalla sua parte decidendo di ritirarsi temporaneamente dalle scene dichiarandosi un free agent.
Da quel momento in avanti, Sting divenne una figura misteriosa e solita apparire nelle "piccionaie" delle arene, terrorizzando l'nWo e soprattutto Hollywood Hogan col quale iniziò una lunga rivalità che portò al loro leggendario match di Starrcade '97 valido per il WCW World Heavyweight Championship. Questo fu il match più pubblicizzato della storia del wrestling poiché la loro rivalità durò ben 18 mesi ed il finale controverso del match che vide l'arbitro Nick Patrick, in quanto alleato dell'nWo, contare velocemente lo schienamento in favore di Hogan salvo poi l'esordio di Bret Hart che fece ripartire il match poi vinto da Sting, permise alla loro faida di andare avanti ancora per un po'.
Il suo solito facepaint multicolore, i suoi costumi di color neon e i suoi capelli ossigenati lasciarono il posto a un nuovo look, più cupo e dark, ispirato al personaggio di Brandon Lee del film Il corvo; anche il suo sorriso e persino la sua voce scomparirono, lasciando il posto a un trucco triste e un silenzio macabro, che venne rispettato anche nel match contro Hogan, il quale non riuscì a farlo gridare di dolore neanche una volta. Vi fu, infatti, un rematch il giorno dopo, che però finì in un no contest. In virtù di tutto ciò, la dirigenza della federazione prese la decisione di rendere vacante il titolo.
Il 1997, benché il suo impegno sul ring fu limitato a soli tre match di cui due con Hogan e uno contro The Giant, viene ricordato come uno degli anni migliori di Sting frutto del cambio di gimmick che lo portavano spesso ad apparire solo nelle parti più alte e sui tetti delle arene e in genere ad osservare ciò che l'nWo combinava, salvo intervenire per salvare la situazione calandosi dall'alto sul ring con un cavo d'acciaio o da un elicottero.

#### The Wolfpac (1998–1999)
Nel 1998 conquistò il WCW World Heavyweight Championship a SuperBrawl VIII, nuovamente ai danni di Hollywood Hogan, e che difenderà con successo dagli assalti di Scott Hall, Kevin Nash, lo stesso Hogan e Randy Savage salvo poi perderlo contro questi dopo quattro mesi di regno. In seguito, assieme a The Giant, conquistò il WCW World Tag Team Championship, ma l'alleanza tra i due venne però distrutta dalla forte pressione esercitata su entrambi dai due rami dell'nWo, poiché da una parte l'nWo Black&White era interessato ad avere tra le sue file The Giant e dall'altra l'nWo Wolfpac si diceva interessato a Sting.
Entrambi cedettero alle lusinghe dei due gruppi e l'ingresso di Sting nel nWo Wolfpac (o Black&Red) dopo aver strappato la maglia dell'nWo Black&White e rivelato quella del Wolfpac determinò un cambiamento del suo facepaint che mutò in colori rossi e neri. Il periodo nel Wolfpac non è il migliore di Sting poiché il pubblico che non nascose il disappunto per il passaggio tra le file del Wolfpac. A tutto ciò si aggiunsero alcuni problemi fisici e personali nella sua vita privata che influirono molto sul suo rendimento ed i match migliori di quel periodo furono quelli contro Bret Hart (Sharpshooter vs Scorpion Death Lock) e Goldberg validi per il WCW World Heavyweight Championship. In questo periodo si avrà la reunion one night only con Ultimate Warrior nel match che li contrappose a Bret Hart e Hollywood Hogan.

#### Ultimi regni titolati e fine del contratto (1999–2001)
Il 1999 ritrova Borden con il vecchio trucco bianco e nero e si apre con una striscia di vittorie di 19 match consecutivi, contro Wrath, Bret Hart, Diamond Dallas Page, Scott Norton e Brian Adams. Riconquista il WCW World Heavyweight Championship contro DDP durante la puntata di Nitro andata in onda il 26 aprile cedendolo quattro giorni dopo nel rematch. Da qui in poi verrà impiegato in una faida con Ric Flair ma solo negli house show. Il 12 settembre, durante il ppv Fall Brawl 1999, spiazza tutti nel match contro Hollywood Hogan eseguendo un turn heel colpendolo con la sua famosissima mazza da baseball, passatagli da Lex Luger, vincendo così il titolo. Difenderà la cintura con successo contro Chris Benoit, Hollywood Hogan e Bret Hart prima di perderla contro Goldberg. Questa sarà l'ultima vittoria del titolo massimo da parte di Sting in WCW.
Nel 2000, si allea con Vampiro, costituendo i Brothers in Paint. I due affronteranno con successo Lex Luger e Ric Flair, ma sarà il torneo l'assegnazione del WCW United States Heavyweight Championship a creare i primi dissapori. Sting sconfiggerà proprio Vampiro durante la semifinale del torneo. Arrivato in finale contro Scott Steiner, e con il match in pugno, da uno squarcio del ring Vampiro interferirà nel match trascinando con sé Sting per poi riportarlo nel ring privo di sensi e regalare il titolo a Big Poppa Pump. Seguiranno parecchi match tra i due con l'epilogo, a favore di Vampiro, durante il discusso Human Torch Match del ppv The Great American Bash (2000). Dopo aver provato nuovamente l'assalto al titolo mondiale ed ai titoli di coppia contro e con Booker T, durante l'evento WCW Millennium Final combatterà il suo ultimo match in cui sconfiggerà Kevin Nash vincendo la WCW European Cup. Sarà questo il suo ultimo match del 2000.
Nel 2001 la situazione in WCW non è delle più rosee. La AOL Time Warner, proprietaria della federazione, decise di liquidare la società che verrà in seguito acquistata da Vince McMahon, proprietario della rivale World Wrestling Federation. I vertici della federazione però vollero ringraziare i fan che negli anni mostrarono un forte attaccamento nei riguardi dei propri beniami con l'evento Night of Champions e così Sting si presentò a Panama Beach per affrontare nel main event il suo arcirivale di sempre Ric Flair. Il match sarà appannaggio di Sting e i due si lasceranno ad un abbraccio simbolico dopo anni di battaglie. Con la chiusura, e successiva vendita, della federazione, deciderà di onorare i termini di contratto con la Time Warner prendendosi del tempo lontano dal ring nonostante molti wrestler della federazione fossero passati in WWF.

### World Wrestling All Stars (2001–2002)
Nel 2001 entra a far parte della World Wrestling All-Stars, neonata federazione australiana nella quale militavano molti wrestler senza contratto o che avevano lavorato nella ECW e nella WCW. 

Anche in questa federazione conquisterà il titolo assoluto sconfiggendo il suo vecchio tag team partner, Lex Luger.
Seguono molti match con il titolo in palio e durante il tour in Australia sconfigge avversari del calibro di Rick Steiner, Disco Inferno e Shane Douglas. L'ultimo match titolato in WWA, si tenne ad Auckland e vide Sting opposto al proprietario della Total Nonstop Action, Jeff Jarrett. Proprio quest'ultimo riuscirà ad aggiudicarsi il match, quindi anche il titolo, con l'aiuto di Rick Steiner. Questa vittoria sancisce l'unificazione del titolo WWA con quello NWA, all'epoca difeso negli show della TNA.

### Total Nonstop Action Wrestling (2002–2014)

#### Apparizioni sporadiche (2002–2005)
Nel 2002 Sting debutta nella TNA in coppia con Jeff Jarrett contro AJ Styles e Sean Waltman.
L'alleanza con Jarrett durerà tuttavia poco, poiché da lì a breve sarebbe scoppiata una grande rivalità con in palio l'NWA World Heavyweight Championship, che non riuscirà a conquistare nell'unica opportunità avuta.

#### NWA World Heavyweight Champion e altri regni titolati (2005–2008)
Nel 2005 ritorna in TNA generando un enorme interesse attorno alla federazione di Orlando in coppia con Christian Cage.
Nella seguente puntata di Impact! Sting annuncia a sorpresa, tuttavia, il suo ritiro. Qualche tempo dopo Jarrett, per scommessa, manda uno dei suoi scagnozzi a spiare Sting nella sua vita privata e manda in onda il video che questi ha registrato e questo fatto farà infuriare Sting, che tornerà in azione per vendicarsi.
"The Icon" riprende a lottare con continuità e lo si vede in coppia con Samoa Joe in un match contro Jeff Jarrett e Scott Steiner. Nel mese di giugno conquista un importante posto nel King of the Mountain match sconfiggendo , Scott Steiner in una puntata di Impact!.
A Slammiversary 2006, il PPV che segna l'anniversario della nascita della TNA, Sting prese parte al main event della serata con in palio l'NWA World Heavyweight Championship, che non riesce però a conquistare. Questa fu la sua prima title shot in TNA dopo tre anni.
Nella seguente puntata di Impact! viene inserito dal nuovo responsabile TNA Jim Cornette in un match a quattro per Victory Road 2006 che coinvolge anche Christian Cage, Scott Steiner e Samoa Joe e con in palio una title shot, dove il vincitore affronterà il campione NWA il mese successivo e poco dopo l'inizio, Sting viene attaccato da Jeff Jarrett travestito da cameraman e che lo acceca con della benzina gettata sugli occhi. Sting viene portato nel backstage per disinfettare gli occhi e si ripresenta alla fine del match con una vistosa benda.
In un momento di confusione riesce comunque ad eseguire la Scorpion Death Drop su Scott Steiner, che gli vale la vittoria e la title shot da disputare nel main event di Hard Justice ed evento in cui affronta Jarrett per il titolo mondiale NWA, accompagnato da Christian Cage, il quale però si rivela essere un traditore che favorisce Jarrett e che porta Sting alla sconfitta.
L'appuntamento con il titolo NWA è comunque solo rimandato poiché al Bound For Glory 2006 Sting si presenta con un nuovo look e sfida nuovamente Jarrett il quale non riesce a contenere la sua furia che vince per la seconda volta l'NWA World Heavyweight Championship in un match in cui Kurt Angle era l'arbitro speciale.

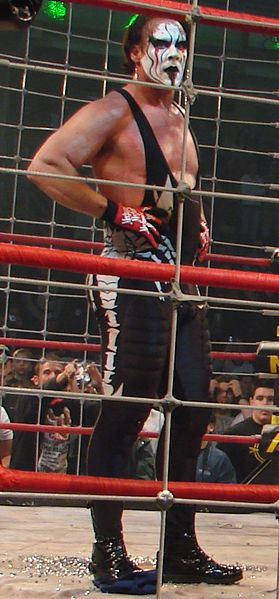
Sting in TNA nel 2007

Il mese successivo viene organizzato il "Fight for the right", un torneo per decretare il primo sfidante all'NWA World Heavyweight Championship dove Abyss diventa il number one contender ed affronta Sting nel corso di Genesis. Nell'occasione Sting perde il match per squalifica e (secondo il regolamento applicato ai titoli difesi nella TNA), anche la cintura di campione.
Nelle settimane successive la faida tra Sting e Abyss continua ed il primo prova in tutti i modi a far capire all'avversario che il suo manager James Mitchell in realtà lo stia solo usando. Abyss sembra capire quanto detto da Sting ma continua a farsi guidare da Mitchell.
Da Bound for Glory in poi, Sting torna ad indossare i vecchi pantaloni, ma mantiene la nuova facepaint. Nel frattempo Christian Cage si butta nella mischia, dicendo di conoscere un oscuro segreto del passato di Abyss ed tre si scontrano al Turning Point in un Triple threat match valido per il titolo, match vinto da Abyss che mantiene la cintura. Le parole di Sting hanno finalmente effetto durante una puntata di "Impact!", dove Abyss afferra Mitchell per il collo, arrivando ad un passo dalla chokeslam sul tavolo dei commentatori ma fermandosi all'ultimo momento.
Al Final Resolution 2007, Sting lotta ancora contro Abyss e Christian Cage per il titolo senza successo.
Il 24 gennaio 2007, ad "Impact!", Sting rivela che Abyss aveva in passato sparato al padre tre colpi sulla schiena, mandandolo in coma ed i due si azzuffano nella "Impact! Zone" e James Mitchell ne approfitta per colpire Sting con una fireball, mandandolo all'ospedale (kayfabe).
Ad Against All Odds sconfigge Abyss in un Prison Yard match e a Destination X di nuovo sconfigge Abyss in un Casket match.
Abyss torna da Mitchell quando questo si presenta con una donna ed in seguito, Sting scopre che questa donna è la madre di Abyss. Questi entra quindi a far parte del Team Cage, in vista di Lockdown 2007 mentre Sting si unisce al Team Angle.
Sting diventa number one contender al titolo mondiale grazie a Jeff Jarrett ma viene sfidato da Angle a sua volta interessato alla cintura di campione. Il Team Cage interferisce nel match tra i due e ciò trasforma il match previsto per Sacrifice in un Three Way match per l'NWA World Heavyweight Championship tra Sting, Kurt Angle e Christian Cage. Il match finisce con la vittoria di Angle, il quale fa cedere Sting con una Ankle Lock.
Dopo aver perso un incontro di qualificazione per il King of The Mountain Match a Slammiversary, affrontò e sconfisse Christopher Daniels.
Nella puntata di "Impact!" del 30 agosto, sconfisse AJ Styles, Samoa Joe e Christian Cage vincendo il TNA World Tag Team Championship assieme a Kurt Angle e nel corso di No Surrender. Angle e Sting persero le cinture in favore di Adam "Pacman" Jones e Ron Killings.
Il 14 ottobre 2007 a Bound for Glory, Sting vinse il TNA World Heavyweight Championship sconfiggendo Angle ma non riuscì a conservare la cintura per molto tempo, giacché il 16 ottobre lo stesso Angle lo sconfisse durante "Impact!".
Dopo la sconfitta, Jim Cornette annunciò che il titolo appena conquistato da Kurt Angle sarebbe stato messo in palio in un tag team match al successivo Genesis e dove chiunque avesse effettuato lo schienamento vincente sarebbe diventato il nuovo campione. Si sviluppò così la storyline riguardo ad un partner misterioso di Sting che si rivelò poi essere Booker T appena giunto in TNA. Il match venne perso da Sting il quale subì lo schienamento da parte di Angle.
Sting scomparve quindi dalle scene per diversi mesi e in un promo mandato in onda durante la puntata del 20 marzo 2008 annunciò il suo ritorno per il 27 marzo. Al ritorno, si unì al team Cage (Christian Cage, Rhino, Kevin Nash e Matt Morgan) e durante Lockdown il gruppo affrontò il team degli heel composto da Tomko, A.J. Styles, il Team 3D e James Storm con quest'ultimo responsabile di un attacco ai danni di Sting nella puntata del ritorno. Nei giorni successivi Sting e James Storm parteciparono come tag team al "Deuces Wild Tournament", torneo organizzato per assegnare il titolo TNA World Tag Team Championship vacante ma gli attriti tra i due impedirono alla coppia di andare avanti nel torneo, venendo eliminati al primo turno dal Team 3D.
Nelle settimane successive Sting comparve esclusivamente durante alcuni promo pre-registrati e nei quali ripercorre i passi più importanti della sua carriera.
Sting tornò sul ring durante il Victory Road e nel tentativo di placare una rissa tra il campione Samoa Joe e lo sfidante Booker T. Al termine del match, Sting colpì a sorpresa Joe con la sua mazza da baseball e schierandosi apertamente con Booker T. Ciò determinò il suo turn heel, il primo dal 1999. Nelle settimane successive, seppur senza farsi vedere, Sting continuò a supportare Booker T e gli heel facendo spegnere le luci e facendo calare la sua mazza da baseball dal tetto dell'arena, sempre nelle mani dei cattivi. In seguito, decise di apparire sulla scena per spiegare le sue motivazioni e disse di non sopportare la mancanza di rispetto che le nuove generazioni hanno per i veterani come lui ed è per questo che a Victory Road decise di colpire Joe, che dopo il match continuò ad infierire su Booker T, a suo dire mancandogli di rispetto. Anche da heel comunque, Sting continuò a riscuotere abbastanza simpatia tra i fan, in quanto a differenza di molti heel non insultava il pubblico ma lo elogiava e lo ringraziava. Inoltre sfidò Samoa Joe per il titolo TNA nell'ultima puntata prima di Bound for Glory e quando i due si trovarono faccia a faccia per firmare il contratto che sanciva il loro match, Joe a sorpresa ammette che nonostante tutte le divergenze ha sempre rispettato Sting ma subito dopo lo colpisce a tradimento con una testata al volto. Tra i due scoppia una rissa, fermata però sul nascere dalla sicurezza.

#### Main Event Mafia (2008–2009)

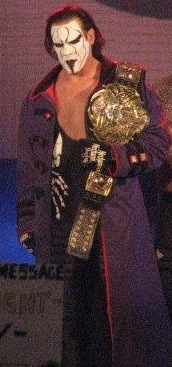
Sting con il TNA World Heavyweight Championship nel 2008

A Bound for Glory IV sconfisse Samoa Joe vincendo per la seconda volta il TNA World Heavyweight Championship ed il 23 ottobre Sting entra a far parte della Main Event Mafia, una stable heel capitanata da Kurt Angle di cui fanno parte anche Kevin Nash, Booker T e Scott Steiner.
A Turning Point, mantiene il titolo sconfiggendo A.J. Styles, mentre a Final Resolution insieme a Booker T, Kevin Nash e Scott Steiner sconfigge AJ Styles, Samoa Joe e il Team 3D ed in virtù della stipulazione speciale del match mantiene il titolo.
A Genesis difende il titolo sconfiggendo Rhino, precedentemente indebolito dagli altri membri della Main Event Mafia e successivamente inizia una faida all'interno alla Main Event Mafia contro Kurt Angle che porterà i due a scontrarsi più volte e fino alla vittoria di Sting a Destination X che gli permise di mantenere il titolo.
Nella puntata di Impact successiva a Destination X, inizia una nuova faida contro l'hardcore legend Mick Foley e quando viene annunciato un tag team match che vede i due nemici (Sting e Kurt Angle), combattere fianco a fianco contro Mick Foley e Jeff Jarrett. Sting dal suo angolo intima a Kurt Angle (che stava malmenando Foley) di smetterla e di schienarlo e ciò manda in bestia Foley il quale colpisce a sorpresa Sting con una sedia. Nella puntata successiva Foley si giustifica prima dicendo che si era trattato di un malinteso e che essendo frastornato e confuso dopo i colpi ricevuti da Angle non aveva capito la situazione, poi però si contraddice dicendo che non voleva la pietà di Sting e questo manda su tutte le furie non solo Sting, ma anche Jeff Jarrett il quale era vicinissimo all'allontanare definitivamente Sting dal Main Event Mafia.
Nella puntata successiva, Kurt Angle chiede pubblicamente scusa a Sting di fronte a tutto il pubblico e al resto della stable ma Sting non è convinto della sincerità dell'eroe olimpico e prima che Sting possa prendere una decisione Mick Foley lo interrompe dicendo che, in qualità di Co-Direttore Esecutivo della TNA, ha sancito un match di ritorno tra Sting e Samoa Joe, il quale nel frattempo è tornato con una nuova gimmick che lo rendeva più cruento e senza scrupoli, che non dimostrava interesse nel vincere gli incontri onestamente ed animato dal solo desiderio di brutalizzare ad uno ad uno i membri del Main Event Mafia.
Sting esce vincitore dal match a seguito della squalifica di Joe e la resa dei conti tra Mick Foley e Sting si svolge a Lockdown in un match violentissimo dove Sting perde il titolo e che diventa così (Foley) un quattro volte campione mondiale.
A Sacrifice Sting affrontò dei suoi storici rivali in un match valevole il TNA World Heavyweight Championship e tra i quali figurano l'attuale campione Mick Foley, Kurt Angle e Jeff Jarrett. Il match è però a stipulazione speciale, infatti per ogni wrestler coinvolto nel match c'è un compromesso in caso di sconfitta: se Jeff Jarrett verrà schienato, lascerà la dirigenza della TNA, Se Kurt Angle sarà sconfitto, lascerà il ruolo di capo della The Main Event Mafia, se Mick Foley verrà schienato perderà il TNA World Heavyweight Championship e se Sting sarà schienato, dovrà ritirarsi.
A Sacrifice, Sting schiena Angle, diventando il nuovo leader della Main Event Mafia, tuttavia per via delle regole del Match, non conquista il titolo mondiale il quale rimane in possesso di Mick Foley, che non è stato schienato.
A giugno Sting è impegnato in un match di qualificazione per il King of the Mountain match, ma perde contro il suo compagno Kurt Angle e per causa di un'interferenza di Matt Morgan e a Slammiversary, Sting affronta Matt Morgan, match da cui esce vincitore.
La settimana seguente, ad IMPACT e mentre Samoa Joe viene formalmente introdotto nella Main Event Mafia, Sting chiede spiegazioni a Kurt Angle sul perché lui, il leader della Main Event Mafia, non era stato messo al corrente di niente e scopre inoltre che l'attacco subito da Matt Morgan, che gli era costato il match di qualificazione contro Angle, era voluto dalla Main Event Mafia, i quali erano scontenti del suo operato perché "The Icon" credeva veramente in quello che predicava sul "riportare il rispetto nel business del wrestling", mentre gli altri membri della stable volevano soltanto soddisfare il loro ego. Deluso e tradito, Sting cerca di convincere Kevin Nash, facendo leva sulla loro amicizia ma quando anche Big Sexy gli volta le spalle non gli rimane che affrontare la stessa Main Event Mafia ritrovandosi da solo e contro sei e venendo alla fine sconfitto.
Nella puntata successiva Kurt Angle annuncia che Sting non sarebbe stato presente nella Impact Zone per lungo tempo poiché impegnato a riprendersi dall'aggressione subita ma Sting lo smentisce apparendo nel finale della puntata ed al termine di un cruento match che vedeva Samoa Joe e Kurt Angle sconfiggere Jeff Jarret e AJ Styles. Qui Sting completa ciò che aveva iniziato la settimana prima, e armato della sua mazza da baseball mette in fuga da solo la Main Event Mafia, rubando il titolo mondiale di Kurt Angle prima di scomparire nel nulla a seguito di un blackout nella struttura.
La settimana seguente decide che è il momento di smascherare la persona che guida Samoa Joe ed attira allo scoperto il misterioso consigliere, fingendosi Samoa Joe e coprendosi il capo e il volto con un velo nero come Joe è solito fare ma il samoano interviene all'ultimo istante e prima che Sting possa aprire la portiera della macchina e trascinare allo scoperto il mentore di Joe.
A Victory Road Sting affronta Joe riuscendo a tener testa al samoano per buona parte del match ma alla fine, quando Joe sta per cedere alla Scorpion's Deathlock, arriva il suo mentore, che si rivela essere l'ex superstar della ECW, Tazz. Grazie a quest'ultimo, Joe riesce a ribaltare le sorti del match ed a vincere.
Dopo la sconfitta Sting scompare, a detta di Kurt Angle, questa volta definitivamente ed anche qui è un momento di gloria per la Main Event Mafia (che nel frattempo era riuscita ad uscire da Victory Road con tutte le cinture in proprio possesso) ma che sarà goduto per poco, infatti Sting compare dal nulla nel bel mezzo di un match di coppia che vedeva Kurt Angle e Kevin Nash contro Mick Foley e il nuovo acquisto della TNA, Bobby Lashley. L'arrivo di Sting getta nella confusione i due membri della MEM distraendoli abbastanza a lungo da permettere a Lashley di mettere K.O. Big Sexy con la spear e permettendo quindi alla sua squadra di vincere ed inoltre, per via della speciale stipulazione del match, Mick Foley vince il titolo TNA Global Championship.
Nella puntata successiva (il 6 agosto 2009) Sting si schiera apertamente al fianco di Mick Foley e della TNA così prima si getta nella rissa (scoppiata a metà episodio dopo un "Eight Man Tag Match" che vedeva il Team 3D e i Beer Money, Inc. scontrarsi con la British Invasion e la Main Event Mafia) per colpire tutti i "cattivi" con un cassonetto dell'immondizia ed in seguito, nel Main Event affronta e sconfigge Brutus Magnus in un match singolo. Dopo il match però viene assalito dai World Elite (la stable di cui Magnus fa parte) e la Main Event Mafia e nonostante l'aiuto di Mick Foley e Bobby Lashley, gli heel rimangono comunque con il vantaggio numerico di 10 contro 3. Sarà l'arrivo di Hernandez armato di catena d'acciaio a mettere in fuga i cattivi e la puntata di Impact termina con l'immagine di Sting, Foley, Lashley ed Hernandez che festeggiano assieme nel ring sancendo la nascita di una nuova alleanza che potrà contrastare la minaccia dell'unione tra Kurt Angle (Main Event Mafia) ed Eric Young della World Elite.
Ad Hard Justice, Sting prende parte al main event in un fatal three-way match valido per il titolo di campione del mondo contro Matt Morgan ed il campione in carica Kurt Angle. Il match però assume ben presto le sembianze di un handicap match poiché Angle e Morgan si coalizzano contro Sting. "The Icon" riesce a tener testa a entrambi gli avversari e sarà più volte sul punto di vincere il match senza mai riuscirci a causa di distrazioni o KO dell'arbitro. Sarà Kurt Angle a vincere l'incontro schienando proprio Matt Morgan, venendo meno al patto di alleanza e colpendolo in testa con una sedia.
Nella puntata successiva di Impact viene annunciato il main event di No Surrender che consisteva in un Fatal four-way match valevole per il titolo ed al quale parteciperanno il campione, Kurt Angle, Matt Morgan e altri due avversari da designare. In questa puntata Sting fa una comparsa sul ring, senza trucco e senza il suo cappotto, ma semplicemente come Steve Borden e riesce a convincere A.J. Styles (che in un momento di crisi aveva a sorpresa annunciato il ritiro dal wrestling) a non abbandonare la sua carriera.
Sting ritorna sul ring la settimana seguente dove assieme ad A.J. Styles, prende parte ad un mini torneo per decretare gli altri due avversari di Angle e Morgan e sia Sting che A.J. Styles riescono a passare il primo turno: Styles sconfigge Chris Sabin mentre Sting sconfigge Rhino in quale non accetta la sconfitta e dopo il match lo assale per colpirlo per due volte con la Gore, rompendogli due costole (kayfabe).
Nonostante l'infortunio Sting decide di prendere parte al secondo match questa volta contro Hernandez e che vince favorito dall'intervento di Eric Young che travestito da Homicide, colpisce Hernandez con un manganello nell'intento di fargli credere che il suo compagno di tag team (Homicide appunto) lo tradisse e sfavorisse ma è un piano quest'ultimo che fallisce poiché Young sarà preso e smascherato dalla security.
A No Surrender, quindi, Sting affronta nuovamente Angle e Morgan, più A.J. Styles (qualificatosi dopo aver sconfitto Doug Williams) ed il Fatal Four Way per il titolo, viene vinto da A.J. Styles. 
Tuttavia nelle settimane successive Kurt Angle e altri heel continuarono a dire e ridire che Styles non meritasse la cintura perché gli fu praticamente regalata da Sting e difatti, verso il termine del match accorso e dopo un lungo scambio di sguardi tra i due, Sting abbandona il ring e lasciando a Styles la possibilità di schienare Kurt Angle disteso a terra e privo di sensi.
Styles alla fine si convinse che il titolo non lo meritava e quindi chiese a Sting di affrontarlo uno contro uno a Bound for Glory per zittire tutti.
Durante il corso del mese il sito della TNA annuncia l'incontro tra Styles e Sting pubblicizzandolo come "Sting's final curtain" (l'ultimo match di Sting) e Sting stesso nelle varie puntate parlò del fatto di "Passare la Torcia" ai più giovani.
Al Bound for Glory i due si affrontano in un match che termina con la vittoria di Styles e la stretta di mano dei due rivali-amici, Sting quindi lascia il ring, ma Styles lo chiama nuovamente nella Impact Zone per parlare ai suoi fan.
Sting ammette che non era pronto a fare nessun discorso quella sera, e quello che sta per dire non è un discorso recitato o una kayfabe, ma che è vero che sta per lasciare il mondo del wrestling e che non sa se vi farà ritorno e conclude dicendo "Il modo in cui mi avete salutato la scorsa sera al Fanfest e il modo in cui mi acclamate ora mi fanno venir voglia di rimanere per sempre".

#### Varie faide (2009–2011)
Sting ricompare in due segmenti della puntata di iMPACT! che presentava il debutto in TNA di Hulk Hogan il 4 gennaio 2010, nel primo viene visto sulle impalcature del soffitto della Impact Zone che spia il discorso di Hogan e Eric Bischoff e nel secondo girovaga - apparentemente senza meta - nel backstage durante il match tra Kurt Angle ed A.J. Styles.
Ritorna durante l'edizione di Impact dell'8 marzo 2010 interrompendo il match che vedeva Hulk Hogan ed Abyss affrontare Ric Flair con A.J. Styles per attaccare a sorpresa Hogan ed Abyss. Nel corso della stessa sera viene sconfitto in appena 20 secondi da Rob Van Dam (al suo esordio in TNA) e che subito dopo il match lo assale brutalmente assieme ad Hogan e confermando il suo turn heel.
Nella puntata di iMPACT! del 22 marzo viene annunciato che Sting sarà il capitano del team Flair nel classico Lethal Lockdown match di Lockdown contro il team Hogan capitanato da Abyss e, nelle puntate che precedono l'evento, Jeff Jarrett cerca di parlare con Sting per capire cosa abbia causato questa improvvisa e inspiegabile ostilità ma l'unica risposta che riesce ad ottenere è il silenzio. Il team Sting viene sconfitto, quando Abyss schiena Desmond Wolfe. 

La sera seguente a Impact il Team Flair (Sting, Wolfe e Beer Money Inc.) affronta nuovamente il Team Hogan, ma questa volta Rob Van Dam e Jeff Hardy vengono sostituiti (perché avevano già disputato un match quella sera) da Rob Terry e Samoa Joe, ma anche stavolta è il Team Hogan ad avere la meglio.
A Sacrifice sconfigge Jeff Jarrett dopo averlo attaccato prima che il match incominciasse.
A Slammiversary VIII affronta Rob Van Dam per il TNA World Heavyweight Championship ma ne viene sconfitto grazie all'intervento di Jarrett.
Nella puntata del 1º luglio 2010, Dixie Carter, presidente della TNA, viene quasi costretta da Hogan e Bischoff sospende Sting per un mese. Questa storyline è stata architettata, per permettere a Sting di operarsi per un infortunio alla spalla. Sting ritorna un mese dopo, indossando il trucco rosso, simbolo dell'nWo Wolfpack e riprende la sua faida con Hogan e Jarrett da dove l'aveva lasciata, questa volta alleandosi anche con "Big Sexy" Kevin Nash. A No Surrender i due vengono sconfitti da Jeff Jarrett e Samoa Joe, dove lui stesso sviene alla Coquina Cluch del samoano. Nelle settimane seguenti, nonostante la sconfitta, la coppia di Sting e Nash continua a dar battaglia a Jarret, Joe e chiunque sia dalla parte di Hogan e Bischoff, sostenendo che c'è una cospirazione in atto, e che i due non siano quello che dicono di essere.
A Bound for Glory Sting, Kevin Nash e The Pope hanno sconfitto Samoa Joe e Jeff Jarrett, quando quest'ultimo abbandona il suo compagno da solo. Il significato di questo gesto viene svelato più tardi quella stessa sera: Hulk Hogan (che si credeva fosse ricoverato in ospedale), Eric Bischoff, Jeff Jarrett, Abyss ed il nuovo TNA World Heavyweight Champion Jeff Hardy erano quelli di cui Abyss parlava da mesi e coloro che sarebbero venuti ad eliminare Dixie Carter per prendere il controllo totale della TNA, quindi Sting ha sempre avuto ragione e nella puntata successiva al PPV, Hogan e Bischoff, dichiarano che finalmente hanno preso il controllo totale della TNA e grazie a nuovi innesti come Jeff Hardy, Jeff Jarrett e Ric Flair. Così Bischoff propone a Sting e a Kevin Nash di diventare parte del gruppo ma questi rifiutano l'invito.
Da qui si è preso un periodo di riposo per curarsi da un infortunio alla spalla, ma soprattutto perché il suo contratto è in scadenza e difficilmente potrà recuperare prima che questo si esaurisca.

#### TNA World Heavyweight Champion (2011–2012)
Sting torna in TNA il 3 marzo e sconfigge Jeff Hardy vincendo per la terza volta il TNA World Heavyweight Championship.

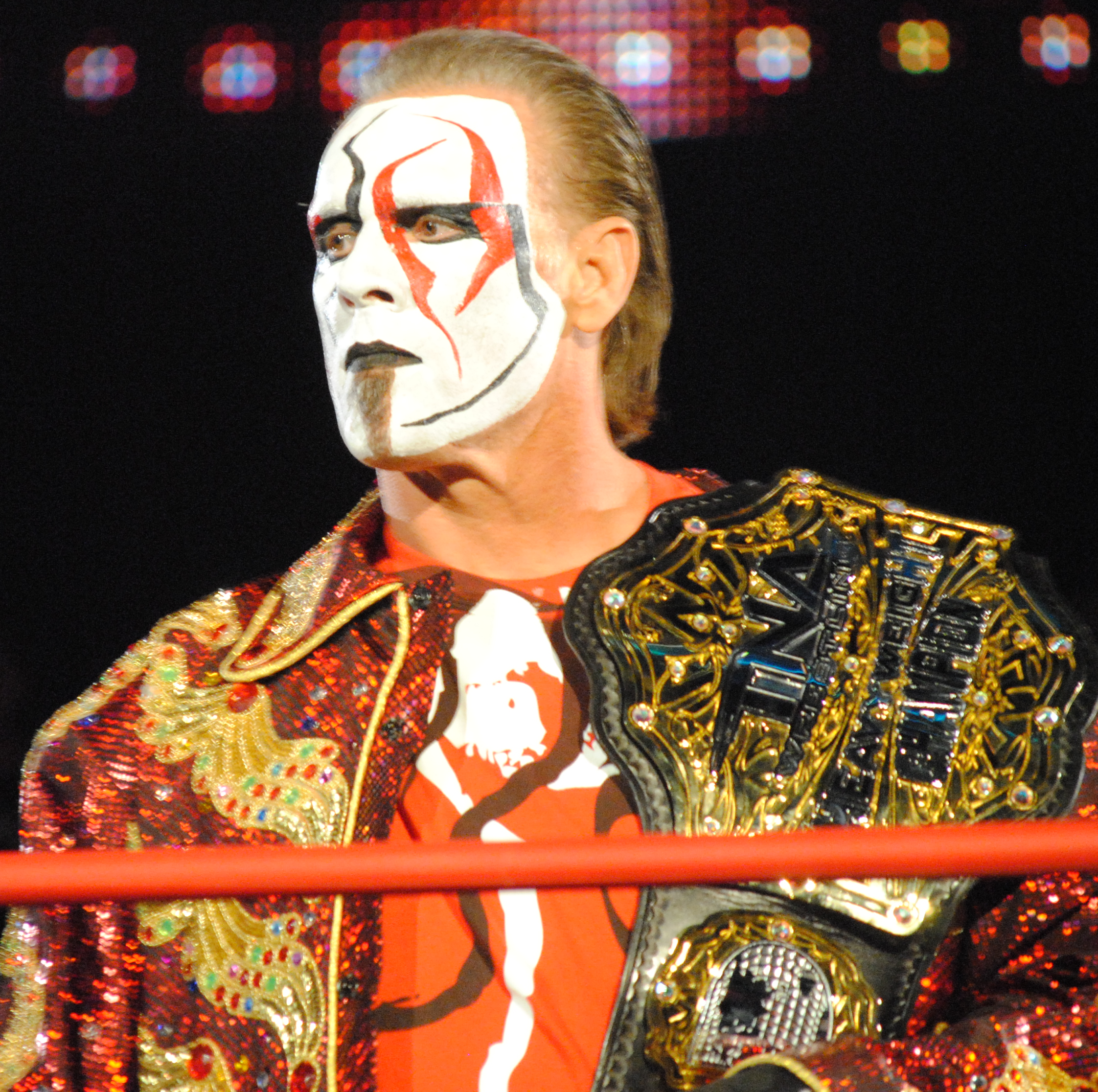
Sting nel 2011

Al Victory Road vince in venti secondi esatti il match sconfiggendo Jeff Hardy con una Scorpion Deathdrop e confermandosi campione. Il match durò pochissimo a causa delle condizioni in cui si presentò Hardy, alterato dall'assunzione di stupefacenti.
Anche a Lockdown è riuscito a mantenere il titolo dei pesi massimi, sconfiggendo Rob Van Dam e Mr. Anderson e a TNA Sacrifice riesce a difendere il titolo contro Van Dam.
Perde il titolo mondiale contro Mr. Anderson al Slammiversary IX ed anche grazie all'interferenza di Eric Bischoff e nelle settimane successive la sua gimmick muta ispirandosi al Joker cinematografico di Heath Ledger e si accanisce su Hulk Hogan.
Sting riconquista il titolo nella puntata speciale di IMPACT! Wrestling del 14 luglio, nota come "Midsummer Nightmare" sconfiggendo di nuovo Mr. Anderson e prima del match si presenta accompagnato da quattro uomini vestiti da clown, ed è proprio uno di questi ad intervenire nella contesa regalandogli la vittoria. 
Durante i festeggiamenti, l'uomo si toglie la maschera, rivelandosi essere Kurt Angle e colui che Sting affronterà (e che ha conquistato la title shot sconfiggendo Jeff Jarrett al precedente Slammiversary), nel prossimo Hardcore Justice e dove perde il titolo anche grazie all'intromissione di Hulk Hogan che armato di sedia prima tenta di colpirlo e poi la lascia a Kurt Angle che colpisce Sting. Successivamente effettua una Angle Slam e poi lo schiena.
Durante la puntata del 18 agosto, Ric Flair torna in TNA lanciandogli una sfida per in un match uno contro uno e a patto che se Sting perdesse si dovrebbe ritirare dal mondo del wrestling per sempre, ma se invece dovesse vincere, Flair gli consegnerà Hogan. Al No Surrender non riesce a conquistare il titolo contro Mr. Anderson e Kurt Angle in un triple threat match e dove è quest'ultimo a vincere. 

Come promesso, nella puntata di Impact del 15 agosto Sting ha affrontato e sconfitto Ric Flair e nelle settimane che precedono Bound for Glory, continua a braccare Hogan anche spaventandolo con i suoi comportamenti bizzarri fino al punto che Hogan arriva ad inscenare il suo ritiro dal mondo del Wrestling pur di non affrontarlo, ma alla fine il match avviene comunque e Sting ne esce vincitore, riconquistando il controllo della società per Dixie Carter ed alla fine del match il resto degli Immortal attacca Sting e proprio in quel momento si verifica il turn face di Hogan che soccorre Sting cacciando i suoi ex sottoposti e celebrando assieme a The Icon. Con la riconquista del potere di Dixie Carter, quest'ultima decide di nominare Sting General Manager di Impact.
Sting torna a combattere, il 22 dicembre 2011 e del 9 febbraio 2012, insieme a Jeff Hardy ed entrambe le volte contro Bobby Roode e Bully Ray, incontri che saranno vinti entrambi dal tag team di Sting e Jeff Hardy. A Victory Road 2012, nel main event ed in un No Holds Barred match viene sconfitto da Bobby Roode e nella puntata di Impact Wrestling del 22 marzo, annuncia al pubblico ed alla presidentessa della federazione Dixie Carter, che lui non vuole più continuare a fare il General Manager perché preferisce tornare a fare il wrestler a tempo pieno e indica come sostituto Hulk Hogan. A fine puntata Hogan viene chiamato sul ring da Sting e la Carter per precisare le sue intenzioni al riguardo ma Hogan sta zitto e la sua decisione viene rimandata alla settimana successiva. Nella puntata di Impact Wrestling del 29 marzo, Sting si fa vedere solo nel segmento finale per convincere Hulk Hogan a prendere le redini del roster ed a sostituirlo nel ruolo di General Manager. Hogan accetta e così Sting tornae un wrestler a tempo pieno. Nella puntata di Impact Wrestling del 5 aprile, Hulk Hogan parla con Sting e gli dice di recuperare al meglio la sua forma fisica, affinché possa guardargli bene le spalle in futuro.
Nella puntata del 25 maggio, durante un discorso tra Hulk Hogan ed il campione Bobby Roode, si spengono le luci e Sting appare a luci accese dietro il campione e comincia a colpirlo per farlo uscire fuori dal ring. Dopodiché Hogan afferma che la prossima settimana i due si affronteranno in un lumberjack match senza il titolo in palio.
Ad Impact del 31 maggio sconfigge Bobby Roode e dopo il match viene annunciato che i due si sfideranno di nuovo a Slammiversary e questa volta con il titolo mondiale in palio. Nella puntata del 7 giugno vince insieme a Kurt Angle ed A.J. Styles contro Bobby Roode, Christopher Daniels e Frankie Kazarian. A Slammiversary 10 perde contro Bobby Roode e nello stesso evento inoltre viene annunciato che Sting sarà il primo introdotto nella neonata TNA Hall of Fame.

#### Faida con gli Aces & Eights (2012–2013)
Nella puntata di Impact successiva, The Icon è in procinto di annunciare il ritiro, ma tre uomini dal volto coperto lo attaccano, lasciandolo KO al centro del ring e nella puntata del 12 luglio ritorna invitando Hulk Hogan a salire sul ring che però non si presenta in quanto viene precedentemente preso a calci e pugni dagli stessi tre uomini che lo misero KO la settimana precedente e così l'Hall of Famer corre in aiuto del GM ma viene di nuovo colpito e messo fuori gioco da altri sei uomini anch'essi incappucciati. Gli uomini incappucciati che hanno aggredito vari wrestler, si scoprono essere i membri dell'Aces & 8s, una nuova stable che ha deciso di distruggere la TNA. Sting quindi sfida gli Aces & 8s in un tag team No Disqualification match per Bound for Glory e con la stipulazione che se gli Aces & 8s vinceranno avranno libero accesso alla Impact Zone. Sting scegli quindi di allearsi con Bully Ray per fronteggiare il team degli incappucciati ed a Bound for Glory Sting e Bully Ray vengono sconfitti. Nella stessa serata viene introdotto nella Hall of Fame.
Torna in scena durante la puntata di Impact! del 3 gennaio 2013, attaccando gli Aces & 8s durante lo steel cage match che li vedeva coinvolti contro Kurt Angle e Samoa Joe. Nella puntata successiva sconfigge Mike Knox, aiutando inoltre Bully Ray a salvare Brooke Hogan dal rapimento avvenuto da parte degli Aces & 8s. A Genesis sconfigge D.O.C. e a Lockdown il Team TNA, da lui capitanato vince contro gli Aces & 8s in un Lethal Lockdown steel cage match. Alla fine dello show, Bully Ray (fresco della vittoria del titolo TNA World Heavyweight Championship si scopre essere il capo della stable motociclistica ed in seguito a questo evento nelle settimane seguenti tra Hulk Hogan e Sting (che aveva incoraggiato Hulk a far sposare la figlia Brooke con Bully Ray (kayfabe), sono iniziate delle spiacevoli discussioni nelle quali i due si accusano a vicenda su di chi fosse la responsabilità del fatto accaduto e del sempre più crescente potere degli Aces & 8s.
Durante la puntata del 2 maggio, Hogan sta per essere attaccato dalla stable motociclistica, ma interviene Sting che lo salva sancendo inoltre un match per dichiarare il #1 contender al titolo dei pesi massimi tra Matt Morgan e lo stesso Sting.
Il match viene vinto dall'Icon, che guadagna così la title shot per Slammiversary XI. Ad Impact il campione Bully Ray accetta la richiesta di Sting di disputare un No Holds Barred match ma a condizione che in caso di sconfitta egli non potrà più lottare per il titolo del mondo e lui accetta, ma perde a causa dell'intervento degli Aces & 8s.

#### Faida con i Carter e abbandono (2013–2014)
Nelle puntate successive, Sting dichiara di voler eliminare la minaccia degli Aces & 8s una volta per tutte riportando in vita una nuova versione della Main Event Mafia, con Kurt Angle, Samoa Joe, Magnus e Rampage Jackson come membri, ma visti i problemi personali di Angle, che era stato costretto a lasciare il ring per un lungo periodo di tempo ed abbandonando anche la MEM così il suo posto viene preso da A.J. Styles e la Main Event Mafia sfida gli Aces & Eights ad un 5 vs 5 ed a condizione che il wrestler che sarà schienato dovrà abbandonare la compagnia.
Il match si svolge durante la puntata di Impact del 5 settembre e vede la Main Event Mafia prevalere grazie ad A.J. Styles che schiena Devon e che è così costretto ad abbandonare la TNA.
Il 19 settembre combatte insieme a Samoa Joe e Magnus in un Six-man tag team match contro Bobby Roode, Frankie Kazarian e Christopher Daniels uscendone sconfitto per lo schienamento di Bobby Roode su Magnus. Il 26 settembre a Impact la Main Event Mafia sconfigge gli Aces & Eights (Knux, Wes Brisco, Garett Bischoff) grazie allo schienamento di Samoa Joe su Wes Brisco. Durante il match la EGO interviene e assalta Magnus lanciandolo fuori ring e attaccandolo fino a metterlo fuori combattimento. Il 3 ottobre, Magnus dopo un Gauntlet match perso si sfoga nel backstage dicendo di non ottenere risultati importanti e così The Icon gli propone un match contro di lui a Bound for Glory che accetta. Nella puntata del 10 ottobre viene sancito un Tag Team match tra Sting e Magnus contro i Bad Influence e con la stipulazione che se uno tra Sting e Magnus subirà uno schienamento non potrà partecipare a Bound for Glory. Il match viene vinto dal team face e The Icon ottiene la vittoria prendendosi un blind tag su Magnus che dopo il match protesta e lascia il ring. La settimana successiva interviene nel match tra Magnus e Bully Ray distraendo involontariamente il primo e causandone la sconfitta. Dopo il match i due discutono e l'inglese lascia il ring furioso rifiutando una stretta di mano offertagli da Sting. A Bound for Glory non riesce a sconfiggere Magnus che dopo il match accetta una stretta di mano ma non con troppo rispetto ed il 31 ottobre viene inserito in un Gauntlet match di 8 partecipanti dove entra per primo, ma viene eliminato per ultimo proprio da Magnus. Nella puntata del 7 novembre annuncia che la MEM si scioglierà dato che sono riusciti nel loro intento e perché tutti i componenti hanno questioni personali a cui pensare poi abbraccia gli ormai ex membri e compreso Magnus, ma con molto meno vigore.
Nella puntata del 26 dicembre The Icon e Jeff Hardy vengono sconfitti in un Handicap match da Ethan Carter III, Rockstar Spud e The BroMans (Robbie E e Jessie Godderz) a causa di un roll-up di EC3 su Sting ed al termine del match Hardy comunica a The Icon di aver deciso di abbandonare la TNA poiché stanco dei giochi politici presenti nella federazione ed aggiungendo che vorrebbe ancora combattere ma non ne ha più voglia perché demoralizzato da tutto ciò. Dopo di che lo abbraccia e lascia il ring, lasciando comunque intendere di tornare presto.
Nella puntata del 9 gennaio 2014, affronta Bobby Roode in uno Steel Cage match dove Roode riesce a vincere uscendo dalla porta della gabbia, aiutato dalle interferenze di Rockstar Spud e di EC3.
A Genesis 2014 affronta EC3 viene sconfitto a causa di un conteggio troppo veloce dell'arbitro speciale Rockstar Spud. Sempre a Genesis, il 23 gennaio viene sconfitto da Magnus in un match valido per il TNA World Heavyweight Championship ed in cui Sting metteva il suo contratto in palio.

### WWE (2014–2020)

#### Faida con Triple H (2014–2015)

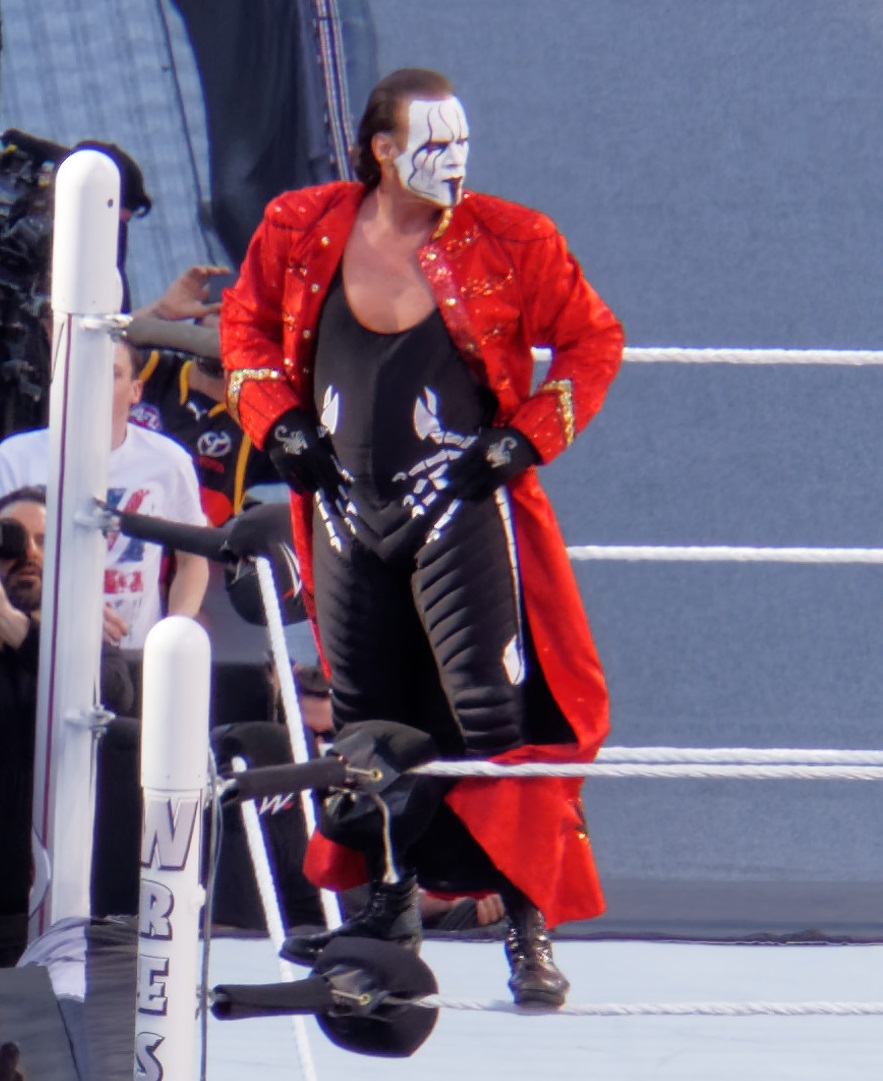
Sting in WWE nel 2015

Nel giugno del 2014 Sting iniziò una collaborazione commerciale con la WWE. Nella puntata di Raw del 14 luglio venne annunciata la presenza del lottatore all'interno del videogioco WWE 2K15, presentato alla stampa dieci giorni dopo al Comic-Con di San Diego (California).
Il 23 novembre 2014, durante il main event di Survivor Series, Sting fece il suo esordio in WWE, attaccando Triple H con la Scorpion Death Drop e aiutando il Team Cena (Big Show, Dolph Ziggler, Erick Rowan, John Cena e Ryback) a sconfiggere il Team Authority (Kane, Luke Harper, Mark Henry, Rusev e Seth Rollins). Nella puntata di Raw del 19 gennaio 2015 comparì sulla rampa d'ingresso del ring causando una distrazione di Seth Rollins, facendo perdere ancora l'Authority in un 3-1 on Handicap match contro John Cena. La settimana successiva Triple H lanciò una sfida nei suoi confronti in vista di WrestleMania 31, che Sting accettò il 22 febbraio a Fastlane. Il 29 marzo, a WrestleMania 31, Sting venne sconfitto in un match che vide le interferenze della D-Generation X e del New World Order.

#### Faida con Seth Rollins e ritiro (2015)
Dopo circa cinque mesi di assenza, Sting fece il suo ritorno nella puntata di Raw del 24 agosto 2015, interrompendo la cerimonia di rivelazione della statua del WWE World Heavyweight Champion Seth Rollins e lanciandogli una sfida per il titolo in vista di Night of Champions. Due settimane dopo Sting disputò il suo primo incontro a Raw, battendo Big Show per squalifica in seguito all'interferenza di Rollins. Il 20 settembre, a Night of Champions, venne sconfitto e nel corso del match conclusosi prima del previsto, subì un grave infortunio al collo.

#### WWE Hall of Famer e apparizioni sporadiche (2016–2020)
L'11 gennaio 2016 venne annunciato che Sting sarebbe stato introdotto nella WWE Hall of Fame due giorni prima di WrestleMania 32. Il 2 aprile, durante la cerimonia di introduzione, Sting annunciò il suo ritiro dal wrestling lottato per via dell'infortunio al collo subìto nel suo ultimo match.
Nell'agosto 2016, Sting fu ospite di Legends with JBL, in onda sul WWE Network, dove, intervistato da JBL, parlò della sua carriera. Nel corso della stessa intervista, affermò di non essersi ancora sottoposto ad intervento chirurgico, e che questo, potrebbe porre fine definitivamente alla sua carriera, e che ha ancora speranza di poter lottare contro The Undertaker, sostenendo che un match del genere è il suo rimpianto nel wrestling.
Nella puntata di Raw del 25 febbraio 2019, apparve nel corso dei festeggiamenti del settantesimo compleanno di Ric Flair, ma quest'ultimo non poté partecipare a causa della brutale aggressione che subì da Batista dentro al suo camerino, poco prima di dirigersi verso il ring.
Il contratto di Sting con la WWE terminò nel maggio 2020 e nell'ottobre dello stesso anno la federazione ritirò il merchandise dedicato all'atleta ed eliminò la sua pagina sul WWE Shop.

### All Elite Wrestling (2020–2024)
Nella puntata del 2 dicembre 2020 di Dynamite Sting debuttò nella All Elite Wrestling dopo il tag team match tra Cody Rhodes e Darby Allin contro Ricky Starks e Will Hobbs. Al termine della puntata il presidente Tony Khan annunciò che l'atleta aveva firmato un contratto pluriennale.
Dopo diverse settimane di confronti duri con il Team Taz (Taz, Brian Cage, Ricky Starks e Powerhouse Hobbs), fu annunciato un tag team street fight match tra Sting e Darby Allin contro Cage e Starks per Revolution, match vinto da Sting e Allin.
Il 7 febbraio 2024 a Dynamite, Sting e Allin sconfissero Ricky Starks e Big Bill conquistando le cinture AEW World Tag Team Championship. La vittoria segnò la prima vittoria di un titolo da parte di Sting sin dal 2011. Dopo la conquista delle cinture, Sting e Allin furono aggrediti dagli Young Bucks.
Sting e Allin sconfissero gli Young Bucks a Revolution difendendo i titoli di coppia. L'evento si tenne presso il Greensboro Coliseum Complex di Greensboro, Carolina del Nord, dove Sting aveva combattuto contro Ric Flair un match durato 45 minuti, terminato per limite di tempo massimo, a Clash of the Champions I nel 1988. L'incontro vide la partecipazione di Ricky Steamboat come cronometrista, e la presenza di Flair e dei figli di Sting Garrett e Steven Jr., rispettivamente vestiti come le versioni Surfer e Wolfpac del padre. Molti degli ex colleghi di Sting in WCW e NWA assistettero al match, inclusi Nikita Koloff, Lex Luger, Magnum T.A. e Diamond Dallas Page.
Sting si ritirò dal ring da imbattuto in AEW, avendo vinto tutti i 29 incontri disputati nella compagnia. Come conseguenza del ritiro di Sting, l'AEW World Tag Team Championship fu reso vacante.

## Vita privata
Prima di intraprendere la strada del bodybuilding, fu un discreto giocatore di baseball e basket durante il college; in seguito iniziò ad allenarsi sulla spiaggia di Venice Beach partecipando ad alcune esibizioni semi-professionistiche di bodybuilding. Nel tempo acquistò il 50% della Gold's Gym, in cui iniziò la sua carriera di bodybuilder, e successivamente si avvicinò al wrestling complice un evento della WWF a Los Angeles ed iniziò ad allenarsi presso la Continental Wrestling Association.
Nel 1998 divenne un cristiano rinato a seguito di un lungo periodo di riflessione e introspezione guidato dal fratello Jeff, pastore evangelico, rivelando l'abuso compiuto in passato di antidolorifici, alcool e, nei primi anni di carriera di steroidi anabolizzanti.
All'inizio degli anni ottanta intraprese una relazione con Susan Himes da cui ebbe tre figli: Garrett, Steven Jr. e Gracie. La coppia si sposò nel maggio del 1986, ma divorziò nell'ottobre del 2010. Nell'aprile del 2015 si sposò una seconda volta con Sabine Glenn.
Borden detiene tutti i diritti legati al nome "Sting" ma permise al cantante rock Gordon Matthew Sumner, ex leader dei Police e ad oggi noto proprio come Sting, di utilizzarlo dietro un indennizzo simbolico che ammonterebbe ad 1$. I due sono giunti a questo accordo per ovviare alla legge sul copyright.

## Personaggio

### Mosse finali

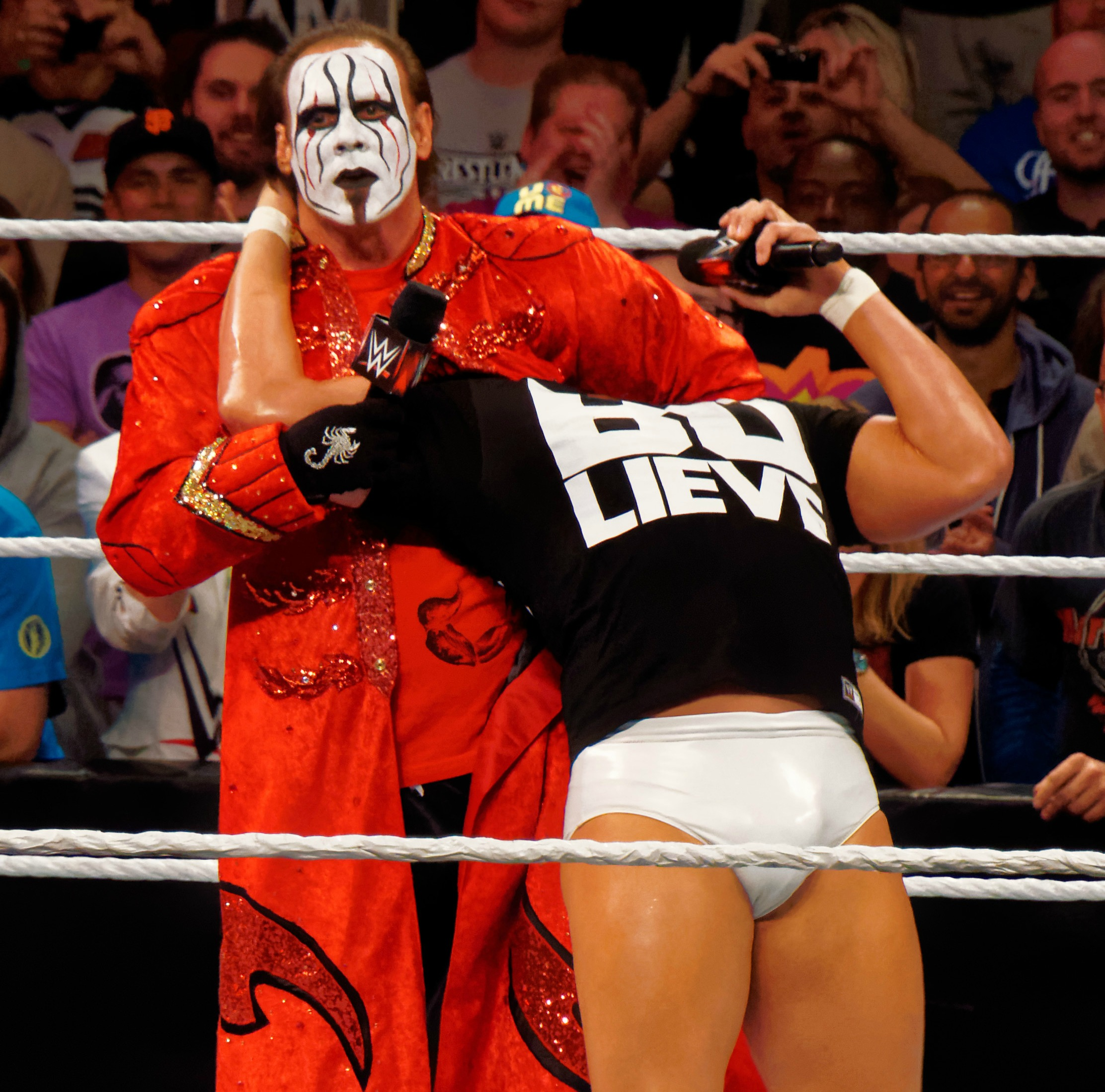
Sting mentre si appresta ad eseguire la Scorpion Death Drop su Bo Dallas

- Scorpion Death Drop[71] (Kneeling reverse piledriver / Reverse DDT)
- Scorpion Death Lock[71] (Sharpshooter)

### Soprannomi
- "The Franchise"
- "The Icon"
- "The Insane Icon"
- "The Stinger"
- "The Vigilante"

## Titoli e riconoscimenti
- All Elite Wrestling

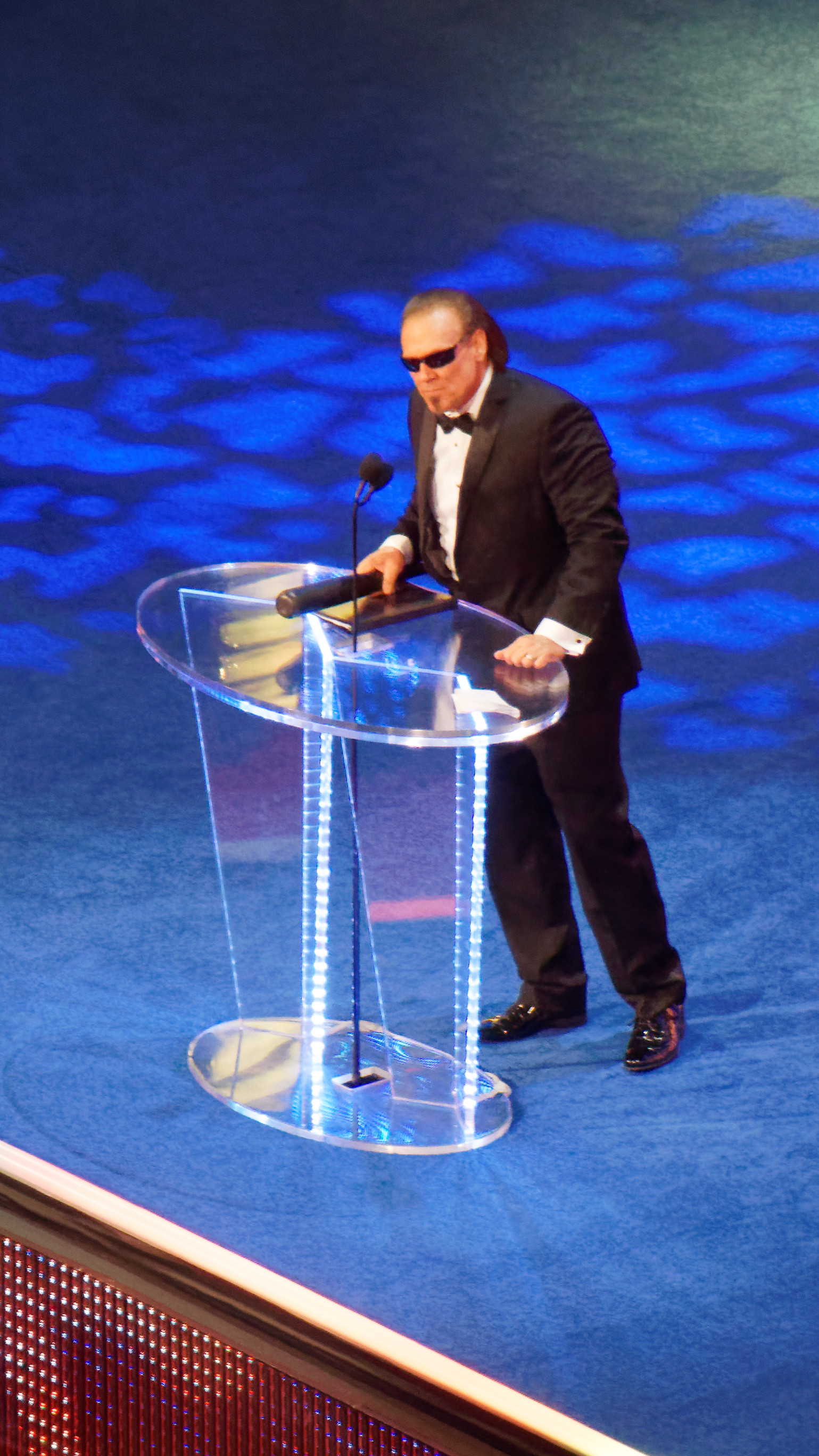
Sting durante la sua introduzione nella WWE Hall of Fame nel 2016

  - AEW World Tag Team Championship (1) – con Darby Allin[6]
- National Wrestling Alliance
  - NWA World Heavyweight Championship (2)[72]
  - NWA World Television Championship (2)[73]
- Professional Wrestling Hall of Fame and Museum
  - Hall of Fame (classe del 2018)[74]
- Pro Wrestling Illustrated
  - Most Improved Wrestler of the Year (1988)[75]
  - Wrestler of the Year (1990)[76]
  - Most Inspirational Wrestler of the Year (1990)[77]
  - Match of the Year (1991) - vs. The Steiner Brothers
  - Most Popular Wrestler of the Year (1991, 1992, 1994, 1997)[78]
  - Comeback of the Year (2006, 2011, 2014)[79]
  - 1° tra i 500 migliori wrestler singoli nella PWI 500 (1992)[80]
  - 15° tra i 500 migliori wrestler singoli nella PWI 500 Years (2003)[81]
- Total Nonstop Action Wrestling
  - TNA World Heavyweight Championship (4)[82]
  - TNA World Tag Team Championship (1)[83] – con Kurt Angle
  - TNA Hall of Fame (2012)
- Universal Wrestling Federation
  - UWF World Tag Team Championship (3)[84] – con Eddie Gilbert (2) e Rick Steiner (1)
- World Wrestling All Stars
  - WWA World Heavyweight Championship (1)[85]
- World Championship Wrestling
  - WCW International World Heavyweight Championship (2)[86]
  - WCW United States Heavyweight Championship (2)[87]
  - WCW World Heavyweight Championship (6)[88]
  - WCW World Tag Team Championship (3)[89] – con The Giant (1), Kevin Nash (1) e Lex Luger (1)
  - Battlebowl (edizione 1991)[90]
- WWE
  - WWE Hall of Fame (classe del 2016)[91]
  - Slammy Award (2)
    - "This is Awesome" Moment of the Year (edizione 2014)
    - Surprise Return of the Year (edizione 2015)
- Wrestling Observer Newsletter
  - Match of the Year (1988) - vs. Ric Flair
  - Most Charismatic (1988, 1992)
  - Most Improved (1988)
  - Most Unimproved (1990)
  - Best Babyface (1992)
  - Worst Worked Match of the Year (1995) - vs. Tony Palmore
  - Worst Worked Match of the Year (2011) - vs. Jeff Hardy[92]
  - Wrestling Observer Newsletter Hall of Fame (2016)[93]

## Filmografia

### Cinema
- The Real Reason (Men Commit Crimes), regia di Judson Vaughn (1998)
- Pronti alla rissa (Ready to Rumble), regia di Brian Robbins (2000)
- Sting: Moment of Truth, regia di George King (2004)
- The Encounter, regia di David A.R. White (2010)
- Revelation Road: The Beginning of the End, regia di Gabriel Sabloff (2013)
- Revelation Road 2: The Sea of Glass and Fire, regia di Gabriel Sabloff (2013)

### Televisione
- Super Force - serie TV, 3 episodi (1991-1992)
- Thunder in Paradise - serie TV, 4 episodi (1994)
- The Show of the Archiles - serie TV, 1 episodio (1999)
- Shutterspeed, regia di Mark Sobel - film TV (2000)
- Walker Texas Ranger - serie TV, 1 episodio (2001)
- The Nightmare Room - serie TV, episodio 1x04 (2001)

## Doppiatori italiani
In italiano, Sting è stato doppiato da:
- Massimo De Ambrosis in Thunder in Paradise
- Maurizio Reti in Walker Texas Ranger